# Anastrepha serpentina
Anastrepha serpentina
 es una especie de insecto díptero que Christian Rudolph Wilhelm Wiedemann describió científicamente por primera vez en el año 1830.
Esta especie pertenece al género Anastrepha de la familia Tephritidae.

## Biología
De huevo a adulto requiere de 24-33 días para su desarrollo. Los huevos son ovipositados en paquetes, tardan 3.41+- 0.92 días para su eclosión. Su fecundidad es aproximadamente de 80 a 100 huevecillos/hembra. Las larvas pasan por 3 instares larvales, el período larval dura de 8 a 13 días. Las pupas se encuentran en el suelo debajo de la planta hospedante a una profundidad de 1 a 2 cm. La pupa dura de 13 a 17 días.

## Galería

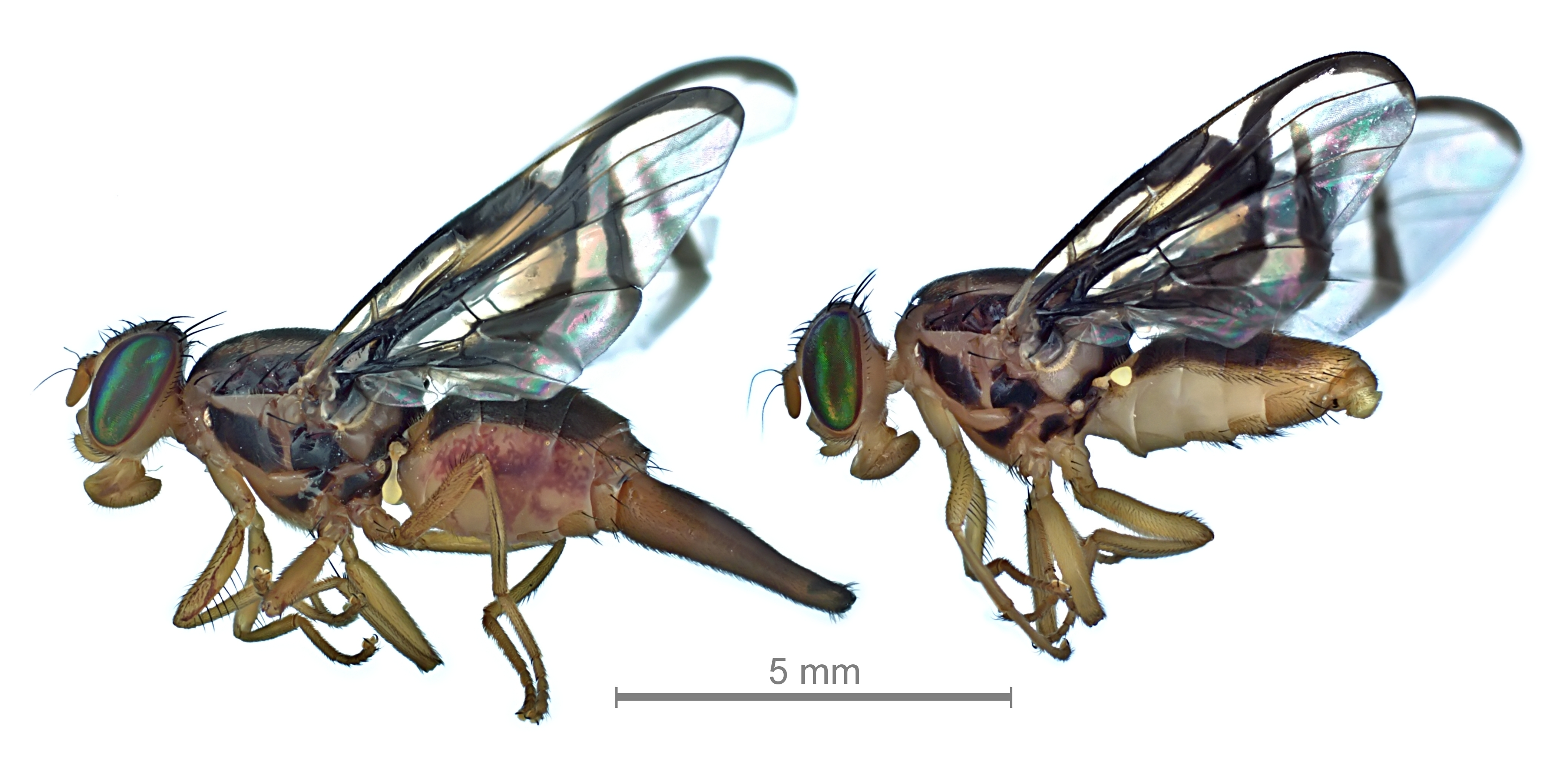
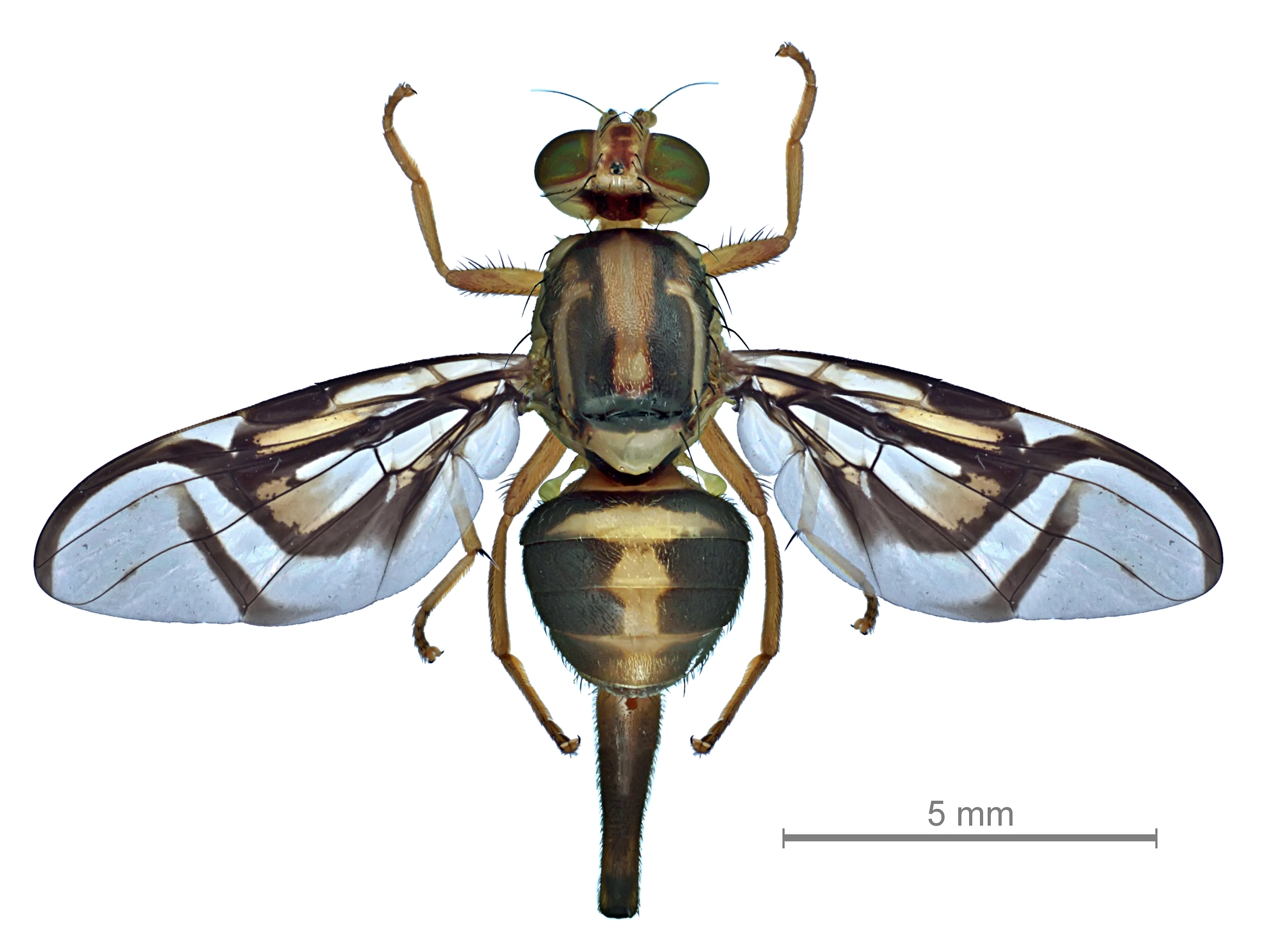
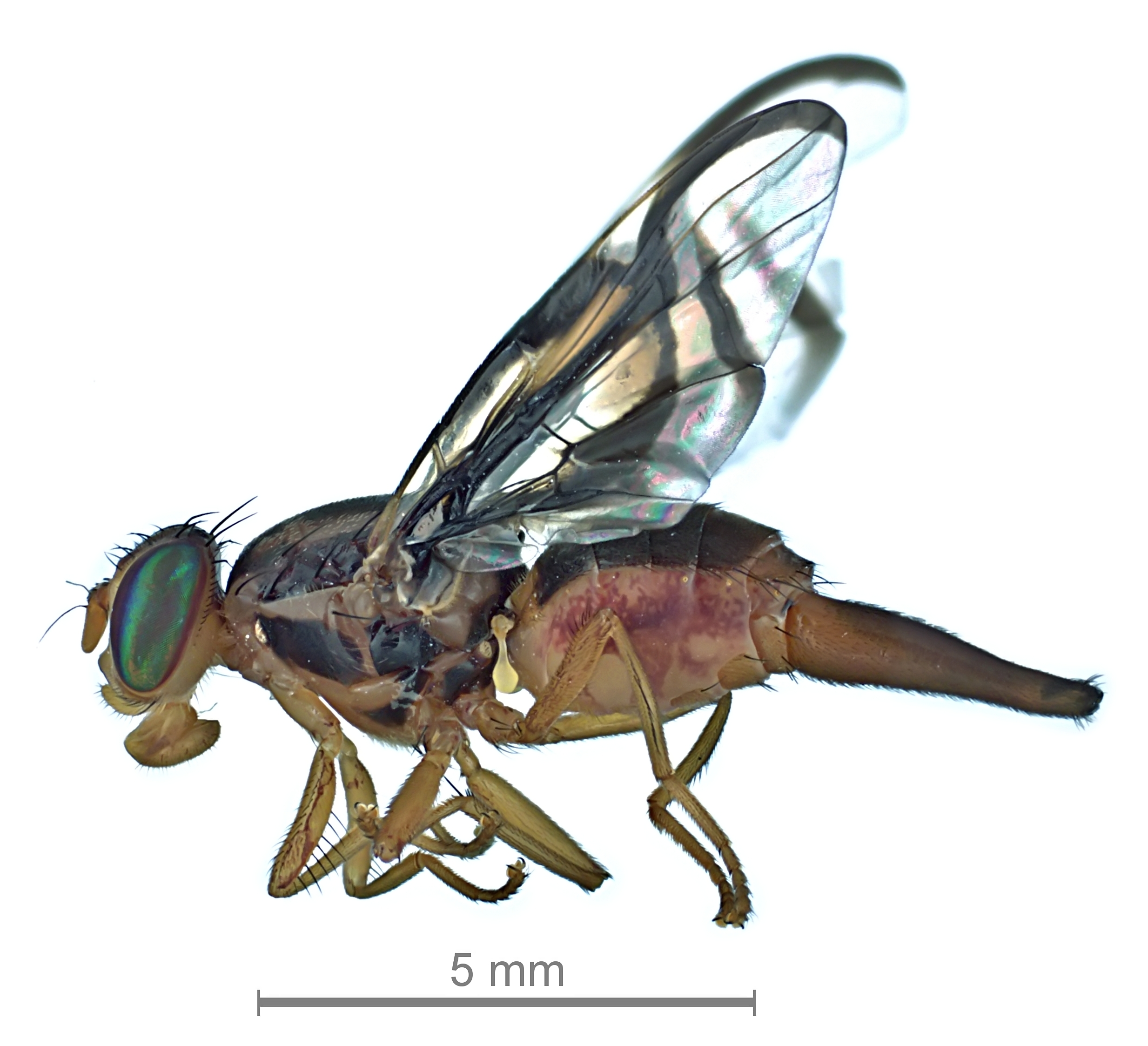
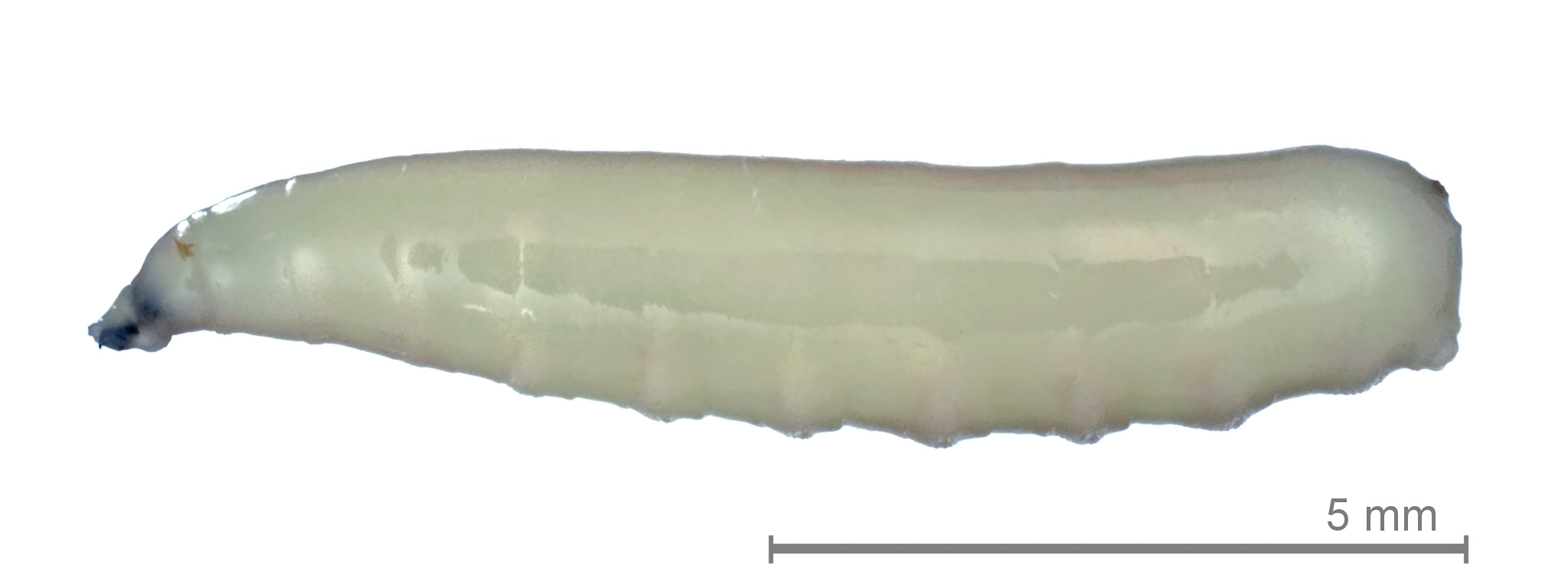
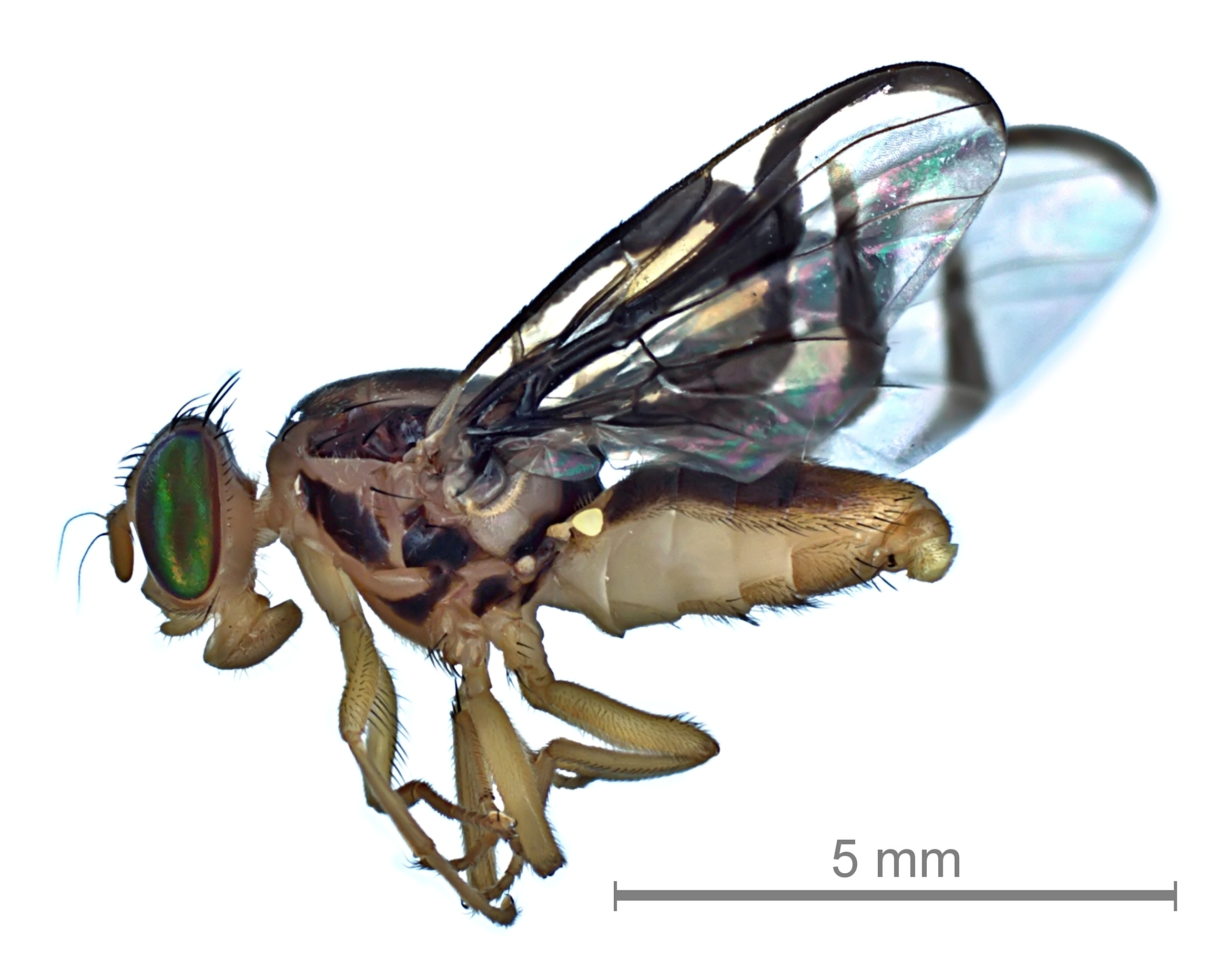